# Liptovské Matiašovce

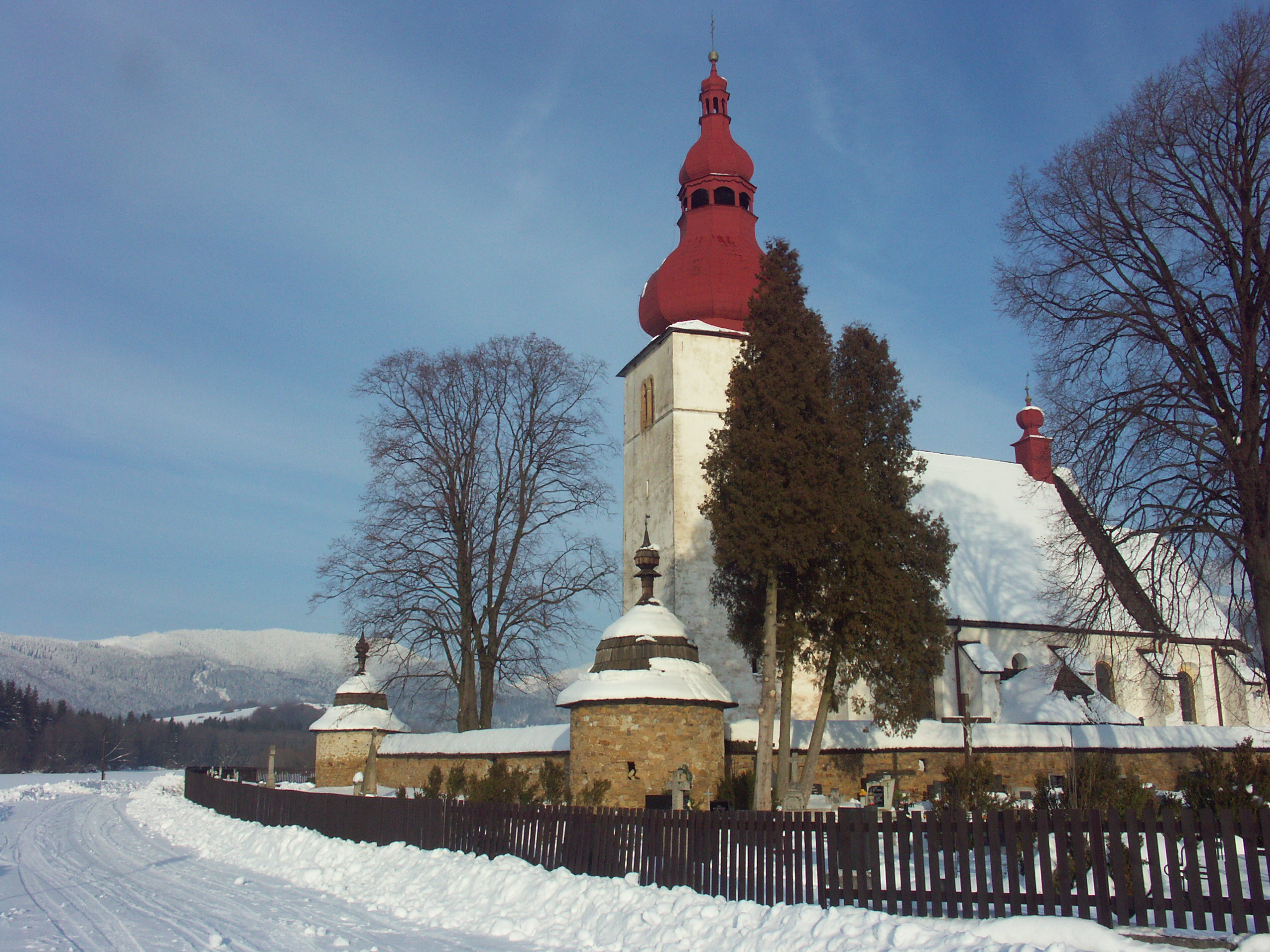
Liptovské Matiašovce

Liptovské Matiašovce (Hongaars: Mattyasóc) is een Slowaakse gemeente in de regio Žilina, en maakt deel uit van het district Liptovský Mikuláš.
Liptovské Matiašovce telt 289 inwoners.